# Comuna Poleana, Svaleava
Poleana (în ucraineană Поляна) este o comună în raionul Svaleava, regiunea Transcarpatia, Ucraina, formată din satele Poleana (reședința) și Uklîn.

## Demografie
Componența lingvistică a comunei Poleana
     Ucraineană (97,44%)
     Rusă (1,79%)
     Alte limbi (0,34%)
Conform recensământului din 2001, majoritatea populației comunei Poleana era vorbitoare de ucraineană (97,44%), existând în minoritate și vorbitori de rusă (1,79%).